# أنداي
أنداي هي بلدة في مقاطعة شهرسبز في ولاية قشقداريا في أوزبكستان.